# Li Ting (tenisistka)
Li Ting (chiń. 李婷; pinyin Lǐ Tíng; ur. 5 stycznia 1980 w Wuhanie w prowincji Hubei) – chińska tenisistka, specjalistka gry podwójnej, mistrzyni olimpijska.

## Kariera tenisowa
Zawodniczka praworęczna, o backhandzie granym oburącz, oficjalnie karierę zawodową rozpoczęła w 2000, ale już od 1997 odnosiła sukcesy deblowe, wygrywając turnieje w ramach ITF Circuit. Do czerwca 2006 wygrała łącznie 26 turniejów ITF Circuit w deblu, głównie z rodaczkami Li Na i Sun Tiantian. W 2002 po raz pierwszy osiągnęła półfinał deblowy w cyklu WTA Tour (Szanghaj, z Sun Tiantian), a rok później odniosła trzy turniejowe zwycięstwa (Wiedeń, Québec i Pattaya), wszystkie z Sun.
Wielki sukces odniosła na igrzyskach olimpijskich w Atenach w 2004. W parze z Sun Tiantian, nie zaliczane do głównych faworytek (rozstawione z numerem 8), pokonały kolejno renomowane rywalki – w I rundzie Amerykanki Chandę Rubin i Venus Williams, w II rundzie Włoszki Silvię Farinę Elię i Francescę Schiavone, w ćwierćfinale Australijki Rennae Stubbs i Alicię Molik, w półfinale Argentynki Paolę Suárez i Patricię Tarabini (9:7 w trzecim secie). W meczu o złoty medal nadspodziewanie łatwo Chinki pokonały rozstawione z dwójką Hiszpanki Conchitę Martínez i Virginię Ruano Pascual 6:3, 6:3, zdobywając tym samym pierwszy krążek olimpijski dla swojego kraju w tenisie.
Do końca 2006 Li Ting wygrała łącznie osiem turniejów WTA Tour (bez uwzględnienia olimpiady). W październiku 2004 figurowała na 19. miejscu w rankingu światowym gry podwójnej. Porównywalnymi osiągnięciami nie może się pochwalić w singlu, gdzie najwyżej sklasyfikowana była w lutym 2005 – na 136. miejscu na świecie. Najlepsze wyniki singlowe uzyskała w turniejach w Kantonie, gdzie w 2004 była w półfinale, a rok później w ćwierćfinale. W 2005 na tej imprezie pokonała Rosjankę Wierę Zwonariową, wówczas nr 22 na świecie, co jest najcenniejszych zwycięstwem indywidualnym Chinki. Li Ting ma na koncie trzy zwycięstwa w turniejach singlowych ITF Circuit.
Już w 1996 debiutowała w reprezentacji Chin w Pucharze Federacji. Udziela się w tych rozgrywkach niemal wyłącznie jako deblistka, jest rekordzistką reprezentacji pod względem liczby wygranych meczów deblowych.
W lutym 2007 ogłosiła zakończenie kariery sportowej.

## Finały turniejów WTA
| Legenda                | Legenda |
| ---------------------- | ------- |
| Wielki Szlem           |         |
| Igrzyska olimpijskie   |         |
| WTA Tour Championships |         |
| 1988 – 2008            |         |
| Kategoria I            |         |
| Kategoria II           |         |
| Kategoria III          |         |
| Kategoria IV           |         |
| Kategoria V            |         |

### Gra podwójna
| Końcowy wynik | Nr  | Data                 | Turniej   | Nawierzchnia | Partnerka    | Przeciwniczki                            | Wynik finału     |
| ------------- | --- | -------------------- | --------- | ------------ | ------------ | ---------------------------------------- | ---------------- |
| Zwyciężczyni  | 1.  | 18 czerwca 2000      | Taszkent  | Twarda       | Li Na        | Iroda Tulyaganova Anna Zaporożanowa      | 3:6, 6:2, 6:4    |
| Zwyciężczyni  | 2.  | 14 czerwca 2003      | Wiedeń    | Ceglana      | Sun Tiantian | Yan Zi Zheng Jie                         | 6:3, 6:4         |
| Finalistka    | 1.  | 12 października 2003 | Taszkent  | Twarda       | Sun Tiantian | Julija Bejhelzimer Tacciana Puczak       | 3:6, 6:7(0)      |
| Zwyciężczyni  | 3.  | 2 listopada 2003     | Québec    | Twarda       | Sun Tiantian | Els Callens Meilen Tu                    | 6:3, 6:3         |
| Zwyciężczyni  | 4.  | 9 listopada 2003     | Pattaya   | Twarda       | Sun Tiantian | Wynne Prakusya Angelique Widjaja         | 6:4, 6:3         |
| Finalistka    | 2.  | 22 lutego 2004       | Bengaluru | Twarda       | Sun Tiantian | Liezel Huber Sania Mirza                 | 6:7(1), 4:6      |
| Zwyciężczyni  | 5.  | 22 sierpnia 2004     | Ateny     | Twarda       | Sun Tiantian | Conchita Martínez Virginia Ruano Pascual | 6:3, 6:3         |
| Zwyciężczyni  | 6.  | 3 października 2004  | Kanton    | Twarda       | Sun Tiantian | Yang Shujing Yu Ying                     | 6:4, 6:1         |
| Finalistka    | 3.  | 12 lutego 2005       | Bangaluru | Twarda       | Sun Tiantian | Yan Zi Zheng Jie                         | 4:6, 1:6         |
| Zwyciężczyni  | 7.  | 1 maja 2005          | Estoril   | Ceglana      | Sun Tiantian | Michaëlla Krajicek Henrieta Nagyová      | 6:3, 6:1         |
| Zwyciężczyni  | 8.  | 12 lutego 2006       | Pattaya   | Twarda       | Sun Tiantian | Yan Zi Zheng Jie                         | 3:6, 6:1, 7:6(5) |
| Finalistka    | 4.  | 4 marca 2006         | Doha      | Twarda       | Sun Tiantian | Daniela Hantuchová Ai Sugiyama           | 4:6, 4:6         |
| Zwyciężczyni  | 9.  | 7 maja 2006          | Estoril   | Ceglana      | Sun Tiantian | Gisela Dulko María Sánchez Lorenzo       | 6:2, 6:2         |
| Zwyciężczyni  | 10. | 1 października 2006  | Kanton    | Twarda       | Sun Tiantian | Vania King Jelena Kostanić Tošić         | 6:4, 2:6, 7:5    |